# Xanthoidea
Xanthoidea is een superfamilie van krabben.

## Systematiek
Ze omvat de volgende families:
- Panopeidae Ortmann, 1893
- Pseudorhombilidae Alcock, 1900
- Xanthidae MacLeay, 1838

Enkele fossiele geslachten werden (nog) niet aan een familie toegewezen:
- Actaeites  †  Müller & Collins, 1991
- Actaeopsis  †  Carter, 1898
- Caprocancer  †  Müller & Collins, 1991
- Colpocaris  †  von Meyer, 1862
- Cretachlorodius  †  Fraaye, 1996
- Eoplax  †  Müller & Collins, 1991
- Eoxanthias  †  C.-H. Hu & Tao, 1996
- Megaxantho  †  Vega, Feldmann, García-Barrera, Filkorn, Pimentel & Avendaño, 2001
- Paraxanthosia  †  Müller & Collins, 1991
- Pilumnomimus  †  Müller & Collins, 1991
- Pregeryona  †  C.-H. Hu & Tao, 1996
- Prochlorodius  †  Müller & Collins, 1991
- Styrioplax  †  Glaessner, 1969
- Syphax  †  A. Milne-Edwards, 1864
- Thelecarcinus  †  Böhm, 1922
- Thelphusograpsus  †  Lőrenthey, 1902
- Wanga  †  C.-H. Hu & Tao, 1996
- Woodbinax  †  Stenzel, 1952
- Xanthosioides  †  Collins & Breton, 2009